# Fyrtiotalist
För andra betydelser, se Fyrtiotalist (olika betydelser).
Fyrtiotalist är en person född under 1940-talet. I denna betydelse lanserades begreppet av Ludvig Rasmusson i boken Fyrtiotalisterna (1985). Årskullarna var i stora delar av västvärlden mycket stora jämfört med både 1930- och 1950-talet, och 40-talsbarnen kom att genom sitt antal och sin uppväxt och utbildning under relativt gynnsamma förhållanden att driva på vissa avgörande kulturella, sociala och politiska förändringar under efterkrigstiden.